# Azilone-Ampaza
Azilone-Ampaza (en corso Azilonu è Ampaza) es una comuna francesa del departamento de Córcega del Sur, en la colectividad territorial de Córcega.

## Demografía
| abs. | 329 | 281 | 302 | 396 | 344 | 422 | 444 | 439 | 406 | 398 | 388 | 463 | 457 | 417 | 493 | 466 | 488 | 584 | 612 | 266 | 510 | 531 | 513 | 311 | 224 | 211 | 178 | 129 | 101 | 77 | 93 | 128 | 156 | 174 |
| Para los censos de 1962 a 1999 la población legal corresponde a la población sin duplicidades (Fuente: INSEE [Consultar]) |     |     |     |     |     |     |     |     |     |     |     |     |     |     |     |     |     |     |     |     |     |     |     |     |     |     |     |     |     |    |    |     |     |     |